# 이경실의 세상을 만나자
《이경실의 세상을 만나자》는 SBS에서 1996년 3월 4일부터 1997년 6월 26일까지 방송되었던 건강정보 프로그램이다.

## 진행자
- 이경실, 유정현